# Harvey Milk

Harvey Milk (1978)

Harvey Bernard Milk (* 22. Mai 1930 in Woodmere, Nassau County, New York; † 27. November 1978 in San Francisco) war ein US-amerikanischer Politiker (Demokratische Partei) und Bürgerrechtler der Schwulen- und Lesbenbewegung. Er war der erste offen schwule Politiker der USA. Von Januar 1978 bis zu seinem gewaltsamen Tod im November desselben Jahres gehörte er dem Stadtrat von San Francisco (San Francisco Board of Supervisors) an.

## Kindheit und Jugend
Harvey Milk wurde am 22. Mai 1930 in Woodmere im Bundesstaat New York geboren. Er war nach seinem vier Jahre älteren Bruder Robert das zweite Kind von Bill und Minerva Milk, geborene Karns – aus Litauen eingewanderte fromme Juden. 1945 zog seine Familie nach Bay Shore um, wo Milk 1947 seinen High-School-Abschluss machte. Harvey Milk lebte zwar seine Homosexualität bereits als Jugendlicher aus, verschwieg sie aber gegenüber seiner Familie und seinem Umfeld.
Milk begann 1947 am staatlichen College in Albany ein Lehramtsstudium mit dem Hauptfach Mathematik und Geschichte als Nebenfach. Er schrieb für die College-Zeitung und galt als geselliger, umgänglicher Student. 1951 beendete er das Studium mit dem Abschluss.

## Zeit vor der politischen Aktivität
Nach dem Studium diente Milk knapp vier Jahre in der US-Marine als Navy-Taucher, wozu er sich bereits nach dem High-School-Abschluss verpflichtet hatte. Bis 1957 arbeitete er als Lehrer an der George-W.-Hewlett-High-School in Long Island. Er lernte Joe Campbell kennen, mit dem er eine langjährige Beziehung begann. Bald langweilte ihn seine Arbeit; sie zogen gemeinsam nach Dallas in Texas, wo sie sich jedoch nicht wohlfühlten. Sie kehrten nach New York zurück, und Milk fand dort Arbeit als Versicherungsstatistiker.
Nachdem sich das Paar nach sieben Jahren getrennt hatte, fühlte Milk sich in New York allein und gelangweilt. Daher dachte er darüber nach, nach Miami zu gehen, um dort eine lesbische Freundin zu heiraten. So hätte er seine sexuelle Orientierung vor Familie und Gesellschaft verbergen können, ohne dass „man sich gegenseitig im Leben im Wege war“. Er verwarf den Gedanken jedoch wieder und blieb in New York. 1962 lernte er Craig Rodwell kennen, einen Aktivisten der Mattachine Society, einer Organisation, die sich für die Rechte der Schwulen einsetzte. Als Rodwell Gewalt gegen die Polizei zur Durchsetzung der Rechte befürwortete, wurde die Beziehung beendet.
Im Alter von 33 Jahren verliebte sich Milk in John Galen McKinley. Er kündigte seine Stellung als Versicherungsstatistiker und fand eine Arbeit als Analytiker bei Bache & Company, einer Investmentfirma. McKinley hatte den Auftrag bekommen, die Regie für eine Aufführung des Musicals Hair in San Francisco zu übernehmen. Milk folgte ihm und fand eine Anstellung als Finanzanalytiker. Die Beziehung zu McKinley war durch dessen manisch-depressive Erkrankung schwierig und dauerte bis 1968. Nach der Trennung ging McKinley zurück nach New York, um an der Produktion von O’Horgans Rockoper Jesus Christ Superstar mitzuarbeiten. Milk sah dagegen seine Zukunft in San Francisco: „Ich wäre für mein Leben gerne Bürgermeister von San Francisco.“

## Lebenssituation der Homosexuellen in den Vereinigten Staaten in den 1960er und 1970er Jahren
Bis in die späten 1970er Jahre waren homosexuelle Handlungen fast in allen Bundesstaaten der USA gesetzlich mit Strafe bedroht. (Siehe auch: Chronologie der Sodomiegesetze in den Vereinigten Staaten.) Da diese Strafgesetzgebung in der Kompetenz der Bundesstaaten liegt, lässt sich kein einheitliches Datum für die Legalisierung festlegen. Selbst Oralverkehr, auch unter gegengeschlechtlichen Partnern, war in vielen Staaten verboten und wurde als Sexualstraftat verfolgt. Die Gay-Bars waren einem hohen polizeilichen Verfolgungsdruck ausgesetzt; häufig fanden Polizeirazzien statt, bei denen die Gäste verhaftet und registriert wurden. Homosexuelle Handlungen auch im Privatbereich, in Mietwohnungen, konnten, sofern sie bekannt wurden, zur fristlosen Kündigung der Wohnung führen. Deshalb zogen viele Schwule anonymen Sex nachts in den Parks vor. Hier wiederum waren sie der Strafverfolgung wegen des Deliktes „Sex an öffentlichen Plätzen“ ausgesetzt. Allein 1970 wurden in San Francisco 2800 Männer deshalb verhaftet, nachdem die Beobachtung der Parks durch die örtliche Polizei intensiviert worden war.
Unter dem Druck der Diskriminierung und unter dem Einfluss der sexuellen Revolution in den 1960er Jahren wuchs der Organisierungsgrad der Schwulen. Vereinigungen, die sich für die Rechte der Schwulen und Lesben einsetzen, wie die Society for Individual Rights (SIR) und 1971 in San Francisco der Alice B. Toklas Memorial Democratic Club (kurz „Alice“), wurden gegründet und gewannen an politischem Einfluss. Kongressabgeordnete entdeckten die Schwulen als potenzielle Wählerschicht, zumal liberale Abgeordnete gezielt gefördert und gesponsert wurden, und nahmen an Tagungen der LGBT-Organisationen teil. Gleichzeitig drängten auch führende Aktivisten in die Öffentlichkeit und Politik und warben um Unterstützung. Es war notwendig, hierbei eine gewisse Zurückhaltung in der Formulierung der Absichten und Forderungen zu üben, um die potenziellen Unterstützer aus Politik und Gesellschaft nicht zu verschrecken. Dies provozierte jedoch wiederum Kritik aus den eigenen Reihen. Viele von ständiger Diskriminierung und Strafverfolgung betroffene schwule Einzelhändler und Gay-Bar-Betreiber in San Francisco waren unzufrieden mit dem – wie sie empfanden – zögerlichen Vorgehen ihrer Vertreter und forderten offensivere Maßnahmen zur Durchsetzung ihrer Rechte.

## Politisches Wirken

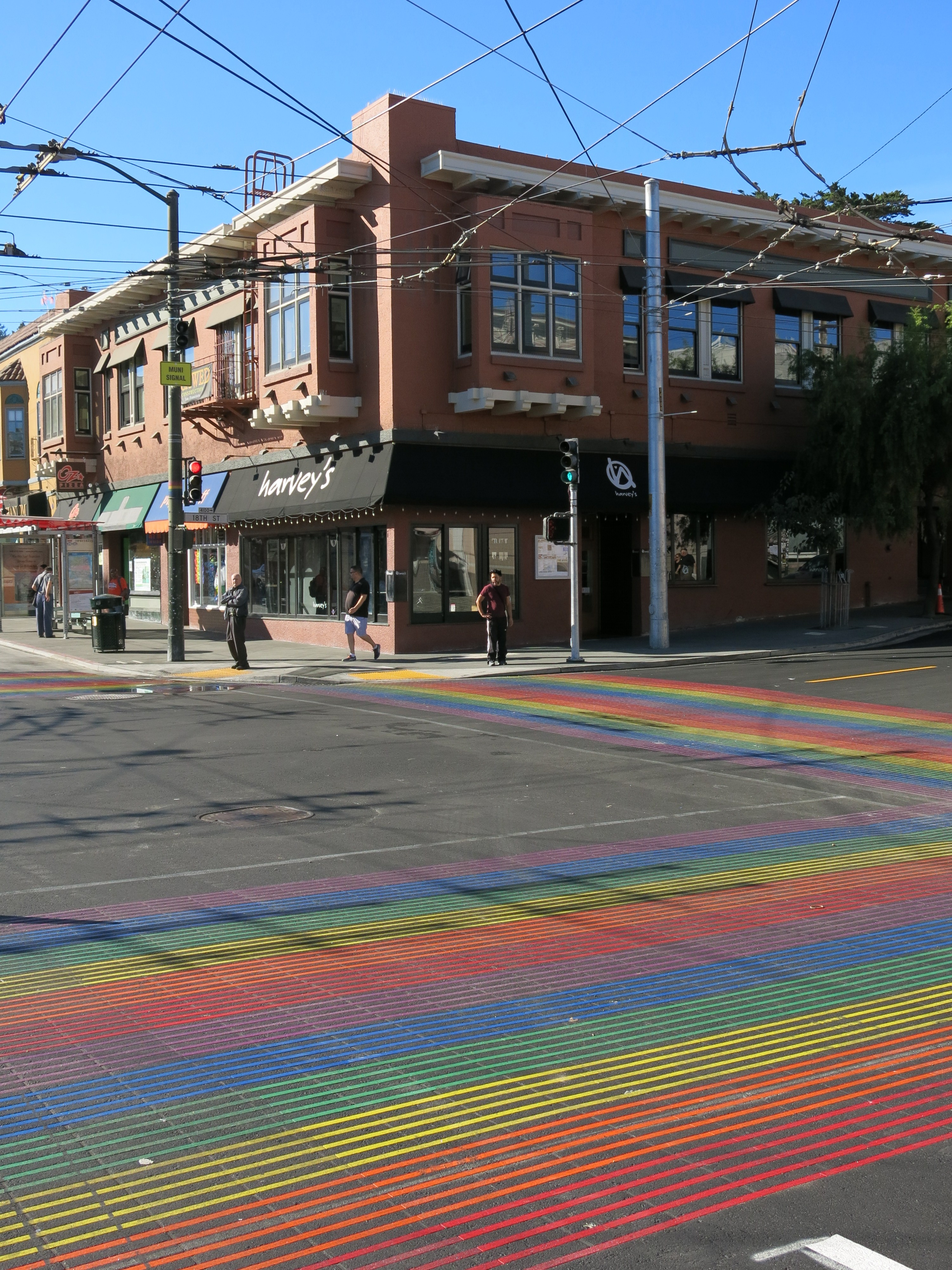
Harvey’s Bar im Castro-Viertel, benannt nach Harvey Milk, Fußgängerübergang mit Rainbow Flag Colours

1970 brach Milk mit seinem bürgerlichen Leben. Einer der Gründe war die Invasion der USA in Kambodscha, die heftige Proteste und Demonstrationen unter meist jüngeren Amerikanern auslöste. Die Demonstranten beschuldigten die amerikanischen Großkonzerne, den Konflikt zu nähren, weil er ihnen geschäftliche Vorteile brächte, viele verbrannten aus Protest ihre Kreditkarten der Bank of America. Am Nachmittag dieser Demonstration wurde Milk entlassen, da er sich weigerte, seine Haare kurz zu schneiden. Milk ging nach New York zurück und arbeitete als Produktionsassistent bei Tom O’Horgan. Rosa von Praunheims dokumentarischer Kurzfilm Homosexuelle in New York zeigt Milk als Demonstrant auf dem Christopher Street Day 1971 in New York. Nachdem das Stück Inner City wenig erfolgreich war, ging Milk 1972 mit seinem neuen Lebenspartner Joseph Scott Smith, den er an der U-Bahn-Station Christopher Street kennengelernt hatte, zurück nach San Francisco. Nachdem Milk und Smith ein Jahr von der Arbeitslosenunterstützung gelebt hatten, eröffneten sie am 3. März 1973 in der Castro Street ein Fotogeschäft.

### Erste Kandidatur
Milk entwickelte sich Anfang der 1970er Jahre vom kaum an Tagespolitik interessierten Hippie zum politisch denkenden Menschen. Er sah in seiner Kandidatur als Schwuler das beste Mittel, die Schwulenbewegung vorwärts zu bringen. Die Untersuchungen zur Watergate-Affäre waren für Milk der letzte Anstoß, sich politisch zu engagieren. Besonders die Auftritte des ehemaligen Justizministers John Mitchell vor dem Untersuchungsausschuss machten Milk sehr wütend. Er erkannte, dass er, wie er später sagte, „sich nun engagieren oder für immer das Maul halten sollte“. Er beschloss, sich um einen Sitz im Stadtrat zu bewerben, und bat den „Alice B. Toklas Memorial Democratic Club“ um Unterstützung. Dessen Vorsitzender, Jim Foster, machte ihm aber unmissverständlich und, wie Milk später berichtete, in äußerst herablassendem Ton klar, dass man nicht die Absicht habe, einen Kandidaten zu unterstützen, der sich nicht zuvor seine Verdienste in der Tagespolitik erworben hatte.
Milk hatte jedoch Unterstützung in der schwulen Community seines Stadtbezirks, die unzufrieden mit ihren Vertretern war. Zusätzlich besaß Milk die Fähigkeit, eine breite Basis unterschiedlicher Interessengruppen hinter sich zu bringen. Während des Wahlkampfs unterstützte er den Streik der Bierfahrer, indem er dafür sorgte, dass Barbesitzer das Bier der bestreikten Brauereien boykottierten. Milk hatte mit dem Vertreter der Transportarbeitergewerkschaft Alan Baird als Gegenleistung für die Unterstützung vereinbart, dass Schwule mehr Jobs als Bierfahrer bekommen sollten. Er wurde auf den 10. Platz von 32 angetretenen Kandidaten gewählt, erhielt in seinem Bezirk die meisten Stimmen von allen Kandidaten und dennoch keinen Sitz im Stadtrat. Er ließ sich von seiner Niederlage nicht entmutigen und blieb politisch aktiv. Er erkannte, dass er einen Sitz im Stadtrat nur dann würde erhalten können, wenn er auch die konservativeren Wähler in den anderen Bezirken gewinnen könnte. So schnitt er sich zwei Wochen nach der Wahl das Haar kurz, versicherte, nie mehr Marihuana zu rauchen, für dessen Legalisierung er sich zuvor noch eingesetzt hatte, und in keine Schwulensauna mehr zu gehen.
1974 erweiterte Milk sein politisches Motto „Schwule wählen schwul“ um das Motto „Schwule kaufen schwul“. Er gründete – auch als Reaktion auf die ablehnende Haltung der alteingesessenen Einzelhandelsvereinigung, die zuvor einigen schwulen Einzelhändlern eine Lizenz zur Eröffnung von Geschäften verweigert hatte – eine eigene Interessenvertretung schwuler Einzelhändler. Darüber hinaus organisierte er ein Straßenfest, die heute noch gefeierte „Castro Street Fair“, mit dem er potenzielle Kunden für den Einzelhandel in seinem Bezirk gewann. So begann er, sich allmählich auch die Unterstützung der nicht schwulen Einzelhändler zu sichern, da dies auch für deren Geschäft vorteilhaft war. Nach der Eskalation einer Konfrontation zwischen Polizei und Schwulen am 1. Mai 1974 brachte Milk dieses Thema in die Öffentlichkeit. Er nannte die Opfer dieser Polizeiattacke die „14 von der Castro“ und schrieb in einer Kolumne: „Ich bezahle der Polizei Steuern, damit sie mich beschützt, nicht, damit sie mich verfolgt.“

### Zweite Kandidatur
Bei seiner zweiten Kandidatur zum Stadtrat im Jahr 1975 konnte Milk zwar nicht die offizielle Unterstützung des gewerkschaftlichen Spitzenverbands gewinnen, dafür aber die Unterstützung von ordentlichen Gewerkschaften. So unterstützten ihn die Hoch- und Tiefbaufacharbeitergewerkschaft, die Ortsgruppe der Bierfahrer und die Gewerkschaft der Feuerwehr. Milk genoss die besondere Symbolik dieser Unterstützung, die darin lag, dass diese drei Gewerkschaften auch als „Macho-Gewerkschaften“ bezeichnet wurden.
Keine Unterstützung bekam Milk erneut von den liberalen und marxistisch orientierten Schwulen. Deren Aktivisten äußerten Bedenken, dass der querköpfige Außenseiter Milk für ein schlechtes Image der Schwulen sorgen würde. Die radikalen Schwulen der Linken legten dagegen mehr Wert auf die Verwirklichung ihrer marxistischen Ziele, die sie als elementare Voraussetzung zur Durchsetzung der Rechte der Schwulen sahen, während Milk die Durchsetzung dieser Interessen nicht in einem ideologischen Zusammenhang betrachtete. Milk sah in den Standpunkten der liberalen und der marxistischen schwulen Gruppen lediglich den traditionellen Homosexuellendefätismus.
Milk hatte zwar weniger Geld und Freiwilligenunterstützung als andere Kandidaten. Dafür war er sehr präsent in den Medien, die er für sich einzubinden verstand. Geschickt nutzte er seinen Konflikt mit den etablierten Interessenvertretern der Schwulen, um sich in den Medien zu platzieren. Er bezeichnete diese als schwule „Uncle-Toms“, womit er die nach seiner Meinung willfährige, unterwürfige Haltung jener kritisierte. Als Präsident Gerald Ford 1975 San Francisco besuchte und eine Attentäterin mit einer Pistole das Feuer auf Ford eröffnen wollte, fiel ihr der ehemalige Marinesoldat Oliver Sipple in die Hand, und der Schuss ging ins Leere. Sipple war einst Geliebter von Joe Campbell gewesen, des früheren Lebenspartners von Milk. Die Presse stilisierte Sipple sogleich zum Helden; dieser wollte jedoch seine sexuelle Orientierung nicht erwähnt wissen. Milk erkannte auch hier seine Chance: „Diese Gelegenheit ist zu gut, um sie verstreichen zu lassen. Wir können hier zeigen, dass Schwule auch Helden sein können, nicht dieser Mist von Kindesmissbrauchern und Schwulensaunen.“ Er startete eine Pressekampagne, in der er darauf hinwies, dass Sipple wegen seiner sexuellen Orientierung keinerlei offiziellen Dank erhalten habe, und versäumte es auch nicht, seinen Namen im Zusammenhang mit seiner Bekanntschaft zu Sipple zu erwähnen.
Für den Posten des Bürgermeisters kandidierte als konservativer Kandidat John Barbagelata. Er hatte sich besonders damit profiliert, dass er 1972 als Einziger gegen eine Vorlage von Dianne Feinstein stimmte, die eine Gleichberechtigung der Schwulen zum Inhalt hatte. Der Favorit der Liberalen war George Moscone. Er war zu diesem Zeitpunkt bereits Mehrheitsführer im kalifornischen Senat. Dort hatte er durchgesetzt, das Gesetz „Verbrechen wider die Natur“ abzuschaffen, das Schwule zu Schwerverbrechern machte.
Milk konnte auch bei dieser Wahl keinen Platz im Stadtrat erringen. Er erreichte den siebten Platz bei sechs zu vergebenden Sitzen. Obwohl alle Stadträte des alten Stadtrats wiedergewählt wurden, zeichnete sich ein liberalerer Trend in der Stadt ab. So wurden auf die Posten des Sheriffs und des Oberstaatsanwalts liberale Kandidaten und nach einer Stichwahl George Moscone als Bürgermeister gewählt. Am Wahlabend bedankte Milk sich besonders bei seinem Lebensgefährten Scott Smith für seine Unterstützung. Die beiden hatten sich jedoch zunehmend entfremdet. Milk hatte nun nichts mehr von dem Hippie und Lebemann, in den der weit jüngere Smith sich einst verliebt hatte.

### Kandidatur für das Unterhaus
Anfang 1976 wurde Milk von Bürgermeister Moscone als Mitglied in den Berufungsausschuss für Lizenzen bestellt. Dieser Ausschuss entschied in letzter Instanz über alle von der Stadt vergebenen Konzessionen und Lizenzen. Da Milk aber beschloss, im gleichen Jahr für das kalifornische Unterhaus zu kandidieren, verlor er den Posten in diesem Berufungsausschuss nach fünf Wochen wieder, weil eine Verordnung von Bürgermeister Moscone die Kandidatur von Mitgliedern öffentlicher Ausschüsse verbot. Milk sah für sich gute Chancen, einen Platz im Unterhaus zu gewinnen. Schließlich hatte er in seinem Wahlkreis bei den Stadtratswahlen mehr Stimmen gewonnen, als sie dem scheidenden Unterhausabgeordneten John Foran genügt hatten, um den Platz zu gewinnen. Milk hatte noch weitere Gründe, 1976 schon wieder für ein öffentliches Amt zu kandidieren, welche er jedoch nur seinem Lebensgefährten Scott Smith anvertraute: Milk befürchtete, gesundheitlich nicht mehr bis zu den Stadtratswahlen 1977 durchzuhalten.
Milk kandidierte gegen Art Agnos, der die Unterstützung der demokratischen Politiker wie Moscone und des Präsidenten des Unterhauses Leo McCarthy hatte. Es war allgemein bekannt, dass diese Politiker sich schon länger auf Agnos geeinigt hatten. Milk war nicht bereit, diesen Nepotismus zu akzeptieren. Ein liberales Wochenblatt titelte bereits im Vorgriff auf seine mögliche Kandidatur: Harvey Milk gegen den Apparat. In John Ryckman fand Milk einen professionellen Wahlkampfmanager. John Ryckman hoffte, dass Milk einen starken Beitrag für die Rechte der Homosexuellen würde leisten können. Ihn selbst motivierte die schmerzhafte Erinnerung an die Diskriminierung, die sein Lebensgefährte als Soldat bei der US-Armee hatte erfahren müssen.
Milk erfuhr zwar auch bei dieser Kandidatur keine Unterstützung durch den Alice B. Toklas Memorial Democratic Club; dieser verzichtete jedoch auch darauf, sich für Agnos auszusprechen. Bei den Gewerkschaften war die Unterstützung geteilt. Während die Fabrikarbeiter, Feuerwehrleute, die Transportarbeiter und der Hoch- und Tiefbauverband wieder Milk unterstützten, stellten sich die anderen Gewerkschaften erneut hinter Agnos. Die ersten Meldungen nach der Wahl sahen Milk als Sieger. Nach einigen Stunden war klar, dass Agnos die Wahl gewonnen hatte. Obwohl Milk im Stimmkreis um die Castro Street klar vorne lag, konnte er gegen die Überlegenheit, die Agnos bei den Minoritäten wie den Afroamerikanern und Latinos hatte, nicht bestehen. Während des Wahlkampfs erhielt Milk Morddrohungen. Möglicherweise trug dies mit dazu bei, dass sich Milk und Scott trennten und Scott im August schließlich aus dem gemeinsamen Haus auszog.

### Milk als Stadtrat

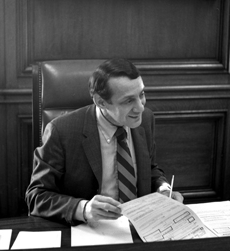
Harvey Milk im Jahr 1978 als Vertreter des Bürgermeisters George Moscone

Vor den Wahlen zum Stadtrat 1977 wurde das Wahlrecht geändert. Die Kandidaten traten nun in Bezirken an, und nicht mehr für das gesamte Stadtgebiet. Bei dieser Wahl errang Milk ein Mandat als Stadtrat.

## Gewaltsamer Tod
Harvey Milk und der damalige Bürgermeister San Franciscos, George Moscone, wurden 1978 vom ehemaligen Stadtrat Dan White im Rathaus erschossen. Frustriert von der Lokalpolitik war White zuvor von seinem Sitz im Stadtrat zurückgetreten. Nachdem er seine Meinung geändert hatte, bat er Bürgermeister Moscone, ihn wieder einzusetzen. Dieser verweigerte die Bitte, unter anderem auf Milks Anraten, was nach geltendem Recht richtig war: Ein erneutes Einsetzen in das Amt war juristisch nicht möglich. Darüber geriet White jedoch so in Rage, dass er Moscone und Milk erschoss.
Nach der Verkündung des ungewöhnlich milden Urteils gegen White (sieben Jahre Gefängnis wegen Totschlags) kam es in San Francisco im Mai 1979 auf dem Platz vor dem Rathaus zu schweren Zusammenstößen zwischen Schwulen und der Polizei: den White Night Riots. In der Folge stürmte die örtliche Polizei auch in das – überwiegend von Schwulen und Lesben bewohnte – Castro-Viertel und zerstörte die Einrichtung mehrerer Bars, so auch den von Harvey Milk 1974 eröffneten Shop und spätere Wahlkampfzentrale „Castro Camera“. Dan White saß fünf Jahre seiner Strafe im Gefängnis ab, er beging am 21. Oktober 1985 im Alter von 39 Jahren Suizid.
Harvey Milks Urne steht heute im San Francisco Columbarium.

## Ehrungen

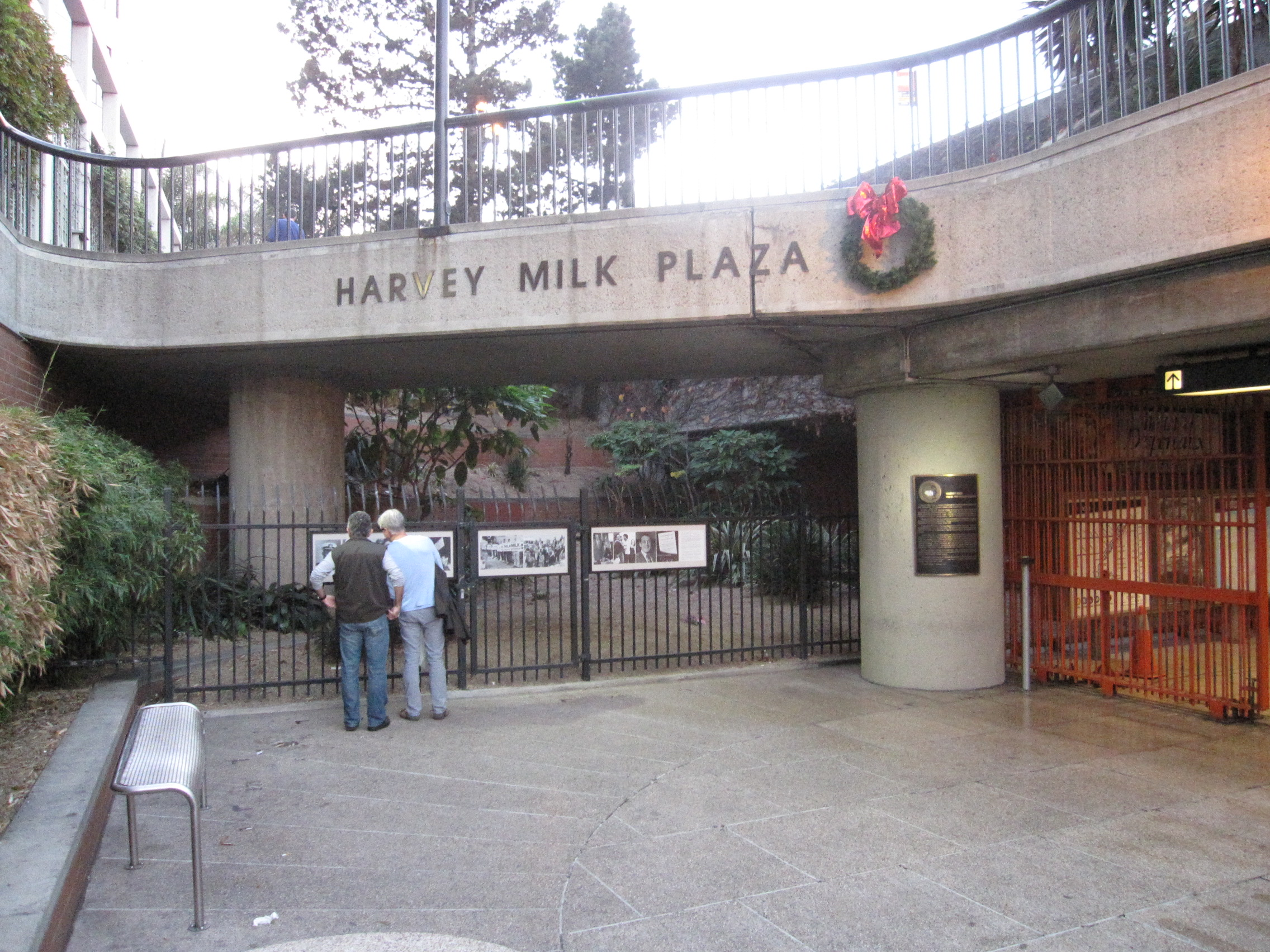
Harvey Milk Plaza

- An der Kreuzung der Straßen Castro Street, Market Street und 17th Street befindet sich die Harvey Milk Plaza, manchmal auch Harvey Milk Memorial Plaza genannt. Sie wurde am 15. September 1985 eröffnet.[12] Es ist ein in den Hang hineingebauter Eingang zur U-Bahn-Station Castro Street der San Francisco Municipal Railway, an dessen Südseite sich Terrassen befinden. Am 21. Mai 2006, anlässlich Milks Geburtstag, wurde eine permanente Fotoausstellung an der Plaza enthüllt – elf Arbeiten von sieben Fotografen, die auf drei Porzellan-Paneele aufgetragen wurden.[12][13]
Im Jahr 2000 wurde ein Wettbewerb zur Platzneugestaltung veranstaltet.[14] Der erste Preis ging im gleichen Rang an ein Architekturbüro und an das Projekt „Rosa Wolke“. Dieses stammt von Christian Werthmann, der 1997 von Passau nach San Francisco zog, und seinen Ex-Kollegen aus dem Kasseler Architekturbüro Loma.[15]
- Ebenfalls 1985 wurde die im New Yorker East Village eröffnete Harvey Milk High School nach ihm benannt.
- Am 7. November 1997,[16] 20 Jahre nach Milks Wahlsieg, zog Bürgermeister Willie Brown oben an der Straßenkreuzung, selten auch Harvey Milk Square genannt, in einer Zeremonie erstmals die 9 × 6 m große Regenbogenfahne auf den 21 m hohen Mast. Sie ist die größte dauerhaft gehisste Fahne. Nur bei schlechtem Wetter oder Sturm wird sie vorübergehend durch eine kleinere Version ersetzt. Im Jahr 2000 hing für etwa ein Jahr eine 8-streifige Version.[13]
- Auf der Fassade des Hauses 575 Castro Street – wo Milks Geschäft Castro Cameras sowie seine und Scott Smiths Wohnung waren – befindet sich seit Juni 1998 ein Wandbild. Das im ersten Stock gelegene Bild, das von Josef Norris gemalt wurde, zeigt einen fröhlich auf die Straße schauenden Milk. Im Gehsteig davor ist eine Bronzetafel eingelassen, welche die Bedeutung Milks erklärt und mit dem Satz endet: “You gotta give ’em hope!” (Deutsch: „Du musst ihnen Hoffnung geben!“) Anfang des Jahres 2000 nahm der Stadtrat eine Resolution an, die das Gebäude zu einem Historic Building erklärt.[13]
- Am 22. Mai 2008, Milks 78. Geburtstag, wurde eine Büste am oberen Ende der Haupttreppe im Rathaus enthüllt. Sie steht vor dem Konferenzraum des Stadtrats, dem Platz, wo auch zivile Trauungszeremonien abgehalten werden.[13]

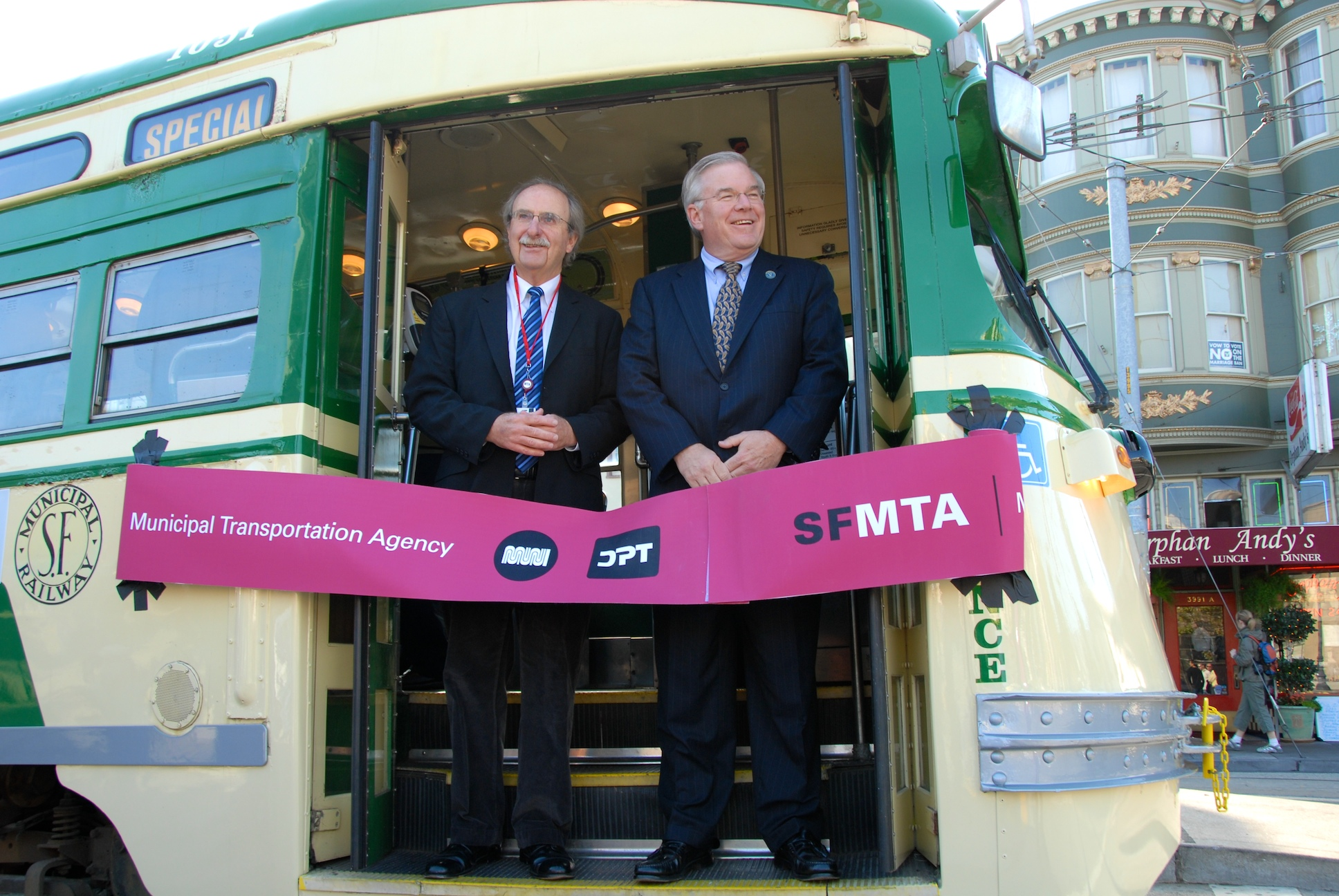
Einweihung der historischen Straßenbahn

- Am 28. Oktober 2008, dem Tag der Weltpremiere des Films Milk, wurde eine historische Straßenbahn (Wagen Nr. 1051) Harvey Milk als „Museum auf Rädern“ gewidmet. Die SF Muni hat eine Flotte von historischen Wagen, die vom Ferry Building entlang der Market Street zur Castro Street und entlang des Embarcadero zur Fisherman’s Wharf fährt. Milk war selbst ein starker Befürworter des öffentlichen Personennahverkehrs, unterstützte während seiner Zeit als Stadtrat die SF Muni und fuhr jeden Tag mit dem Bus zur Arbeit.[13]

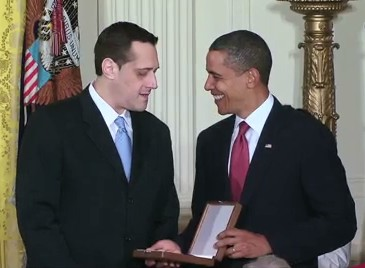
Stuart Milk nimmt stellvertretend für seinen ermordeten Onkel von Präsident Barack Obama die Presidential Medal of Freedom entgegen

- Am 30. Juli 2009 verlieh Präsident Barack Obama Milk postum die Presidential Medal of Freedom.[17][18] Stellvertretend für seinen ermordeten Onkel wurde dem Bürgerrechtler[19] Stuart Milk die Medaille überreicht.
- Im Oktober 2009 unterzeichnete der amtierende kalifornische Gouverneur Arnold Schwarzenegger ein Gesetz, wonach der 22. Mai (Milks Geburtstag) zum Harvey-Milk-Day ernannt wurde.[20] Laut Gesetz sollen Schüler an diesem Tag mit Milks Beitrag, den er für den Staat Kalifornien geleistet hat, vertraut gemacht werden. Milk ist nach dem Universalgelehrten John Muir der zweite Kalifornier, dem diese Ehre in seinem Heimatstaat zuteilwird. 2008 hatte Schwarzenegger noch sein Veto gegen diese Ehrung eingelegt. Gründe für die Meinungsänderung waren laut Pressesprecher Aaron McLear die Aufmerksamkeit durch den erfolgreichen Film mit Sean Penn und die Verleihung der Medal of Freedom.[21]
- Die Post der Vereinigten Staaten hat 2014 eine Briefmarke zu Ehren von Harvey Milk herausgegeben.[22]

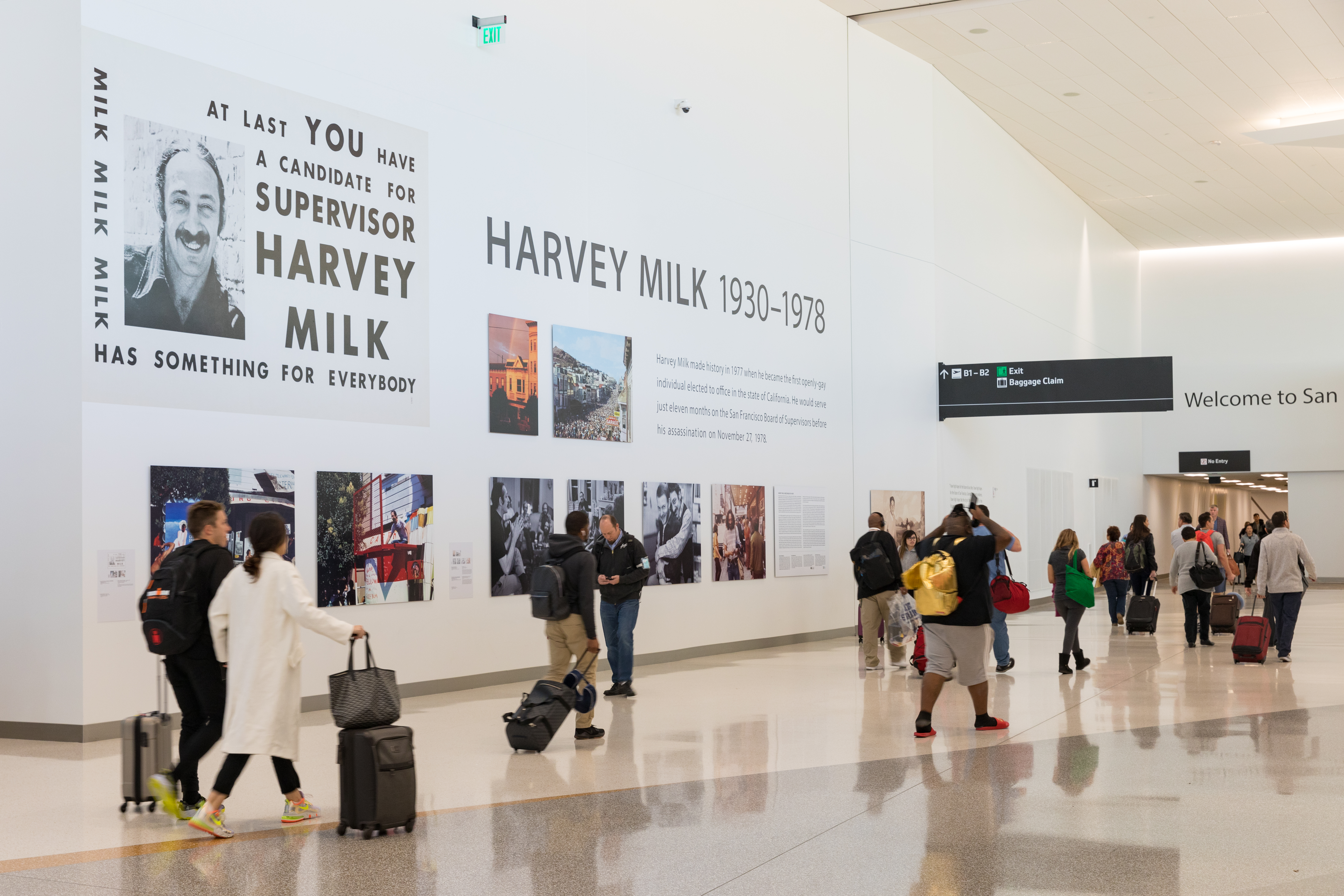
Dauerausstellung im „Harvey Milk Terminal 1“ des Flughafens von San Francisco

- Das südliche Terminal des Flughafens San Francisco trägt seit 2018 den Namen Harvey Milk Terminal 1. Im Jahr darauf wurde dort eine Kunst- und Fotoausstellung zu Milks Gedächtnis eingeweiht.
- 2021 wurde das Versorgungsschiff USNS Harvey Milk der US-Marine, ein Trossschiff der John-Lewis-Klasse, nach ihm benannt; den Vorschlag dazu hatte bereits 2016 Präsident Barack Obama eingebracht. Milk hatte 1951 während des  Koreakriegs als Tauchoffizier auf einem U-Boot der US-Marine gedient. In der zweiten Amtszeit von Präsident Donald Trump ordnete Verteidigungsminister Pete Hegseth im Mai 2025 während des Pride Month an, das Schiff in USNS Oscar V. Peterson umzubenennen. Aus dem Verteidigungsministerium hieß es dazu, das „Kriegerethos“ (warrior culture) solle dadurch gestärkt werden.[23][24][25]

## Adaptionen
- Im März 1979 veröffentlichte Randy Shilts im Christopher Street Magazine ein Porträt über Milk unter dem Titel The Life and Death of Harvey Milk. Später erschien eine überarbeitete und erweiterte Fassung als Buch (Harvey Milk – Ein Leben für die Community, Bruno Gmünder Verlag).
- Auf Anregung von John Dew schrieben der amerikanische Komponist Stewart Wallace und der Librettist Michael Korie eine Oper mit dem Titel Harvey Milk, die im Januar 1995 an der Houston Grand Opera uraufgeführt und anschließend auch in New York und Dortmund gegeben wurde. Es existiert eine Einspielung mit dem Ensemble der San Francisco Opera unter Leitung von Donald Runnicles.
- Harvey Milks Geschichte wurde zum ersten Mal in dem Oscar-prämierten Dokumentarfilm The Times of Harvey Milk (1984) unter der Regie von Robert Epstein behandelt.
- Im Jahr 2008 entstand unter der Regie von Gus Van Sant die mehrfach für den Oscar nominierte Filmbiografie Milk, in der Sean Penn die Titelrolle übernahm und Dan White von Josh Brolin verkörpert wurde. Im Februar 2009 gewann Sean Penn für seine Rolle den Oscar als bester Hauptdarsteller, Dustin Lance Black den Oscar für das beste Originaldrehbuch.